# Estudiantes Madrid (féminines)
Le Club Baloncesto Estudiantes, plus connu sous le nom de Estudiantes Madrid, ou USP CEU-Adecco Estudiantes, est un club féminin espagnol de basket-ball. Il joue en Liga Femenina 2, la 2e division du championnat espagnol.
Son homologue masculin est lui en Liga ACB.

## Historique
Fondé en 1948 par un groupe d'étudiants du centre éducatif public (Lycée) dénommé Instituto Ramiro de Maeztu, le club monte très vite en 3e division et prend alors le nom d'Estudiantes.
L'équipe féminine monte en Première Division féminine espagnole lors de la saison 2001/2002 à partir de la deuxième division (LF2). Elle redescend en LF2 à l'issue de la saison 2006/2007.
- Liga Femenina, saison 2002/2003 : 10e
- Liga Femenina, saison 2003/2004 : 7e
- Liga Femenina, saison 2004/2005 : 7e
- Liga Femenina, saison 2005/2006 : 8e
- Liga Femenina, saison 2006/2007 : 13e.

## Entraîneurs successifs
- Alberto Ortego
- Ignacio Martínez

## Effectif saison 2006/2007
| No. | Position     | Nom                  | Nom               |
| --- | ------------ | -------------------- | ----------------- |
| 4   | Ailier-Pivot | Drapeau de l'Espagne | Aauri Bokesa      |
| 5   | Ailier       | Drapeau de l'Espagne | Esther Moreno     |
| 7   | Arrière      | Drapeau de l'Espagne | Anna Carbó        |
| 9   | Arrière      | Drapeau de l'Espagne | Patricia Argüello |
| 10  | Ailier       | Drapeau de l'Espagne | María Pina        |
| 11  | Meneuse      | Drapeau de l'Espagne | Vanesa García     |

| No. | Position    | Nom                       | Nom                 |
| --- | ----------- | ------------------------- | ------------------- |
| 12  | Ala-Pivot   | Drapeau des États-Unis    | Kristien O'Neill    |
| 13  | Base        | Drapeau de l'Espagne      | Sandra Ygueravide   |
| 14  | Ailer-Pivot | Drapeau des Pays-Bas      | Michelle Maglisceau |
| 15  | Pivot       | Drapeau de l'Espagne      | Genoveva Tapia      |
| 16  | Pivot       | Drapeau des États-Unis    | Sandora Irvin       |
| xx  | Pivot       | Drapeau de la Biélorussie | Yelena Leuchaka     |

Entraîneur : Ignacio Martínez

### Joueuses célèbres ou marquantes
- Silvia Domínguez
- María Pina
- Jennifer Benningfield
- Sonia Blanco
- Paula Palomares
- Kate Starbird